# Sekta (serial telewizyjny)
Sekta (ang. The Path) – amerykański serial telewizyjny (dramat) wyprodukowany przez Lucid Road Productions, True Jack Productions oraz Universal Television. Twórcą serialu jest Jessica Goldberg. Premierowy odcinek został wyemitowany 30 marca 2016 roku za pośrednictwem platformy internetowej Hulu.

W Polsce serial jest emitowany od 6 lutego 2017 roku przez Canal+ Seriale.
Pod koniec kwietnia 2018 roku, platforma Hulu ogłosił zakończenie produkcji po trzech sezonach.

## Fabuła
Serial skupia się na parze małżeńskiej Lane, która żyje w sekcie.

## Obsada

### Główna
- Aaron Paul jako Eddie Lane[4]
- Michelle Monaghan jako Sarah Lane[5]
- Sarah Jones jako Alison
- Hugh Dancy jako Cal Roberts[6]
- Rockmond Dunbar jako detektyw Abe Gaines
- Kyle Allen jako Hawk Cleary
- Amy Forsyth jako Ashley Fields[7]
- Emma Greenwell jako Mary Cox[8]
- Paul James jako Sean Egan

### Drugoplanowe
- Stephanie Hsu jako Joy
- Kathleen Turner jako Brenda Roberts
- Minka Kelly jako Miranda Frank[9]
- Keir Dullea jako Stephen Meyer[10]
- Leven Rambin jako Chloe Jones(sezon 2)[11]
- James Remar jako Kodiak (sezon 2)[12]
- Clark Middleton jako Richard
- Peter Friedman jako Hank Armstrong
- Deirdre O’Connell jako Gab Armstrong
- Brian Stokes Mitchell jako Bill
- Adriane Lenox jako Felicia
- Patch Darragh jako Russel Armstrong
- Ali Ahn jako Nicole Armstrong
- Allison Layman jako Shelby
- Steve Mones jako Silas
- Aimee Laurence jako Summer Lane
- Britne Oldford jako Noa
- Michael Countryman jako John Ridge
- Kaili Vernoff jako Kerry Ridge
- Matt Bailey jako Mark Penetti
- Max Ehrich jako Freddie Ridge
- Jeb Brown jako Wesley Cox
- Whitney Crowder jako Betsy
- Ali Marsh jako Meg Fields
- Kaili Vernoff jako Kerry Ridge
- Alexa Landeau jako Tessa
- Freida Pinto jako Vera (sezon 3)[13]

## Odcinki
| Sezon | Sezon | Odcinki | Oryginalna emisja | Oryginalna emisja | Oryginalna emisja | Oryginalna emisja | Oryginalna emisja |
| Sezon | Sezon | Odcinki | Premiera sezonu   | Finał sezonu      | Premiera sezonu   | Finał sezonu      |                   |
| ----- | ----- | ------- | ----------------- | ----------------- | ----------------- | ----------------- | ----------------- |
|       | 1     | 10      | 30 marca 2016     | 25 maja 2016      | 6 lutego 2017     | 6 marca 2017      |                   |
|       | 2     | 13      | 25 stycznia 2017  | 12 kwietnia 2017  | 13 marca 2017     | 24 kwietnia 2017  |                   |
|       | 3     | 13      | 17 stycznia 2018  | 28 marca 2018     | —                 | —                 |                   |

## Produkcja
W marcu 2015 roku platforma Hulu ogłosiła zamówienie serialu. Twórcą projektu jest Jessica Goldberg, która wraz z Jasonem Katims i Michellem Lee są producentami wykonawczymi.
W czerwcu 2015 roku ogłoszono, że główne role w serialu zagrają Michelle Monaghan oraz Aaron Paul.
W sierpniu 2015 roku ogłoszono, że do serialu dołączył Hugh Dancy.
W tym samym miesiącu potwierdzono również, że Amy Forsyth wcieli się w role Ashley Fields oraz w powracającej roli wystąpi Emma Greenwell.
We wrześniu 2015 roku platforma Hula ze względów prawnych musiała zmienić tytuł z The Way na The Path. W tym samym miesiącu do serialu dołączyła Minka Kelly. W grudniu 2015 roku ogłoszono, że Keir Dullea wystąpi w serialu, a jego rola będzie powracająca.
4 maja 2016 roku platforma internetowa Hulu przedłużyła serial o drugi sezon.
13 kwietnia 2017 roku platforma internetowa Hulu przedłużyła serial o trzeci sezon.
Pod koniec czerwca 2017 roku poinformowano, że Freida Pinto dołączyła do obsady serialu w 3 sezonie serialu